# Schwarzhandgibbon
Der Schwarzhandgibbon oder Un(g)ka (Hylobates agilis) ist eine Primatenart aus der Familie der Gibbons (Hylobatidae). Die Population im südwestlichen Borneo, deren systematischer Status umstritten ist, wird hier als Weißbartgibbon als eigene Art geführt.

## Merkmale

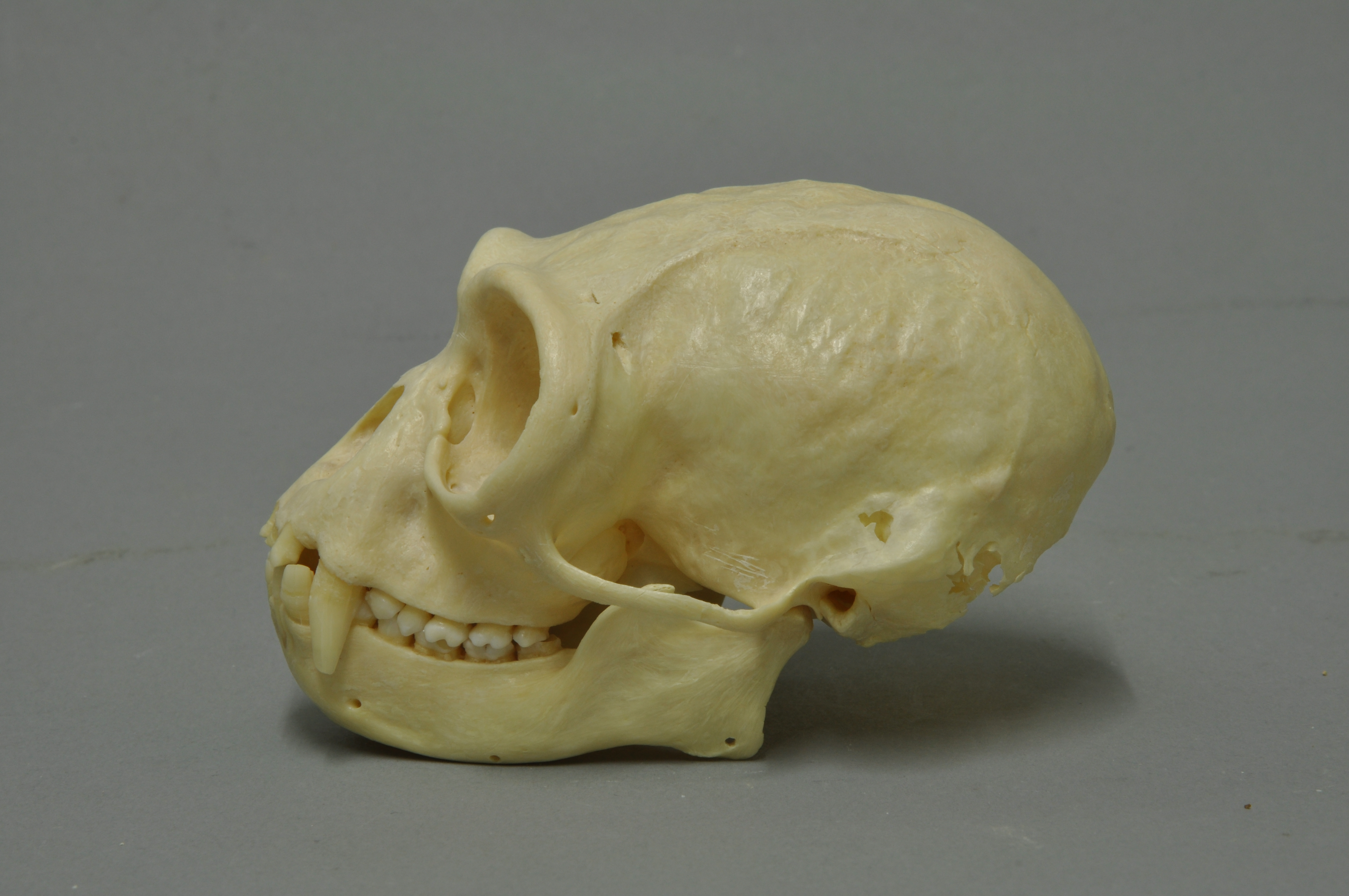
Schädel

Zwar sind keine genauen Körpermaße bekannt, aber das Gewicht des Schwarzhandgibbons beträgt 4 bis 7 kg. Die Art hat ihren Namen wegen ihrer Hände und Füße erhalten, die meist dieselbe Farbe wie das Fell haben oder etwas dunkler als dieses sind. Die Fellfarbe ist extrem variabel, aber ein Geschlechtsdimorphismus liegt nicht vor. Das Fell ist entweder schwarz (oder kastanienbraun) oder blass (gelbbraun, grau oder cremefarben mit einem dunkleren Bauch) und beide Geschlechter haben ein weißes Augenbrauenband. Weiße oder rotbraun-weiße Wangen und einen teilweise ebenso gefärbten Bart besitzen jedoch nur Männchen und Jungtiere. Die Weibchen verlieren diese Merkmale mit der Geschlechtsreife. Die Kopfhaare sind fächerartig nach hinten gerichtet und an den Ohren etwas länger.

## Verbreitung und Lebensraum

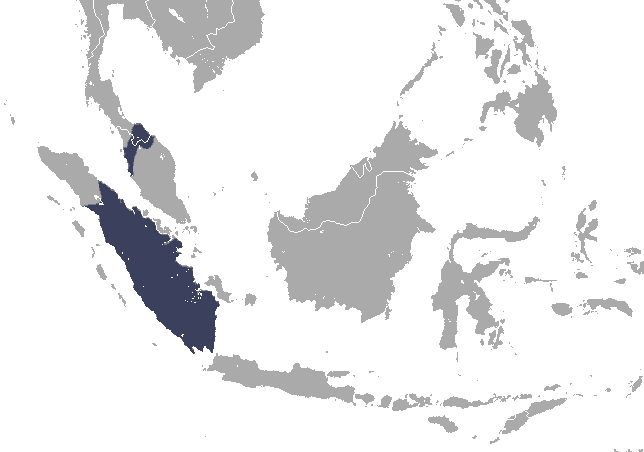
Verbreitungskarte

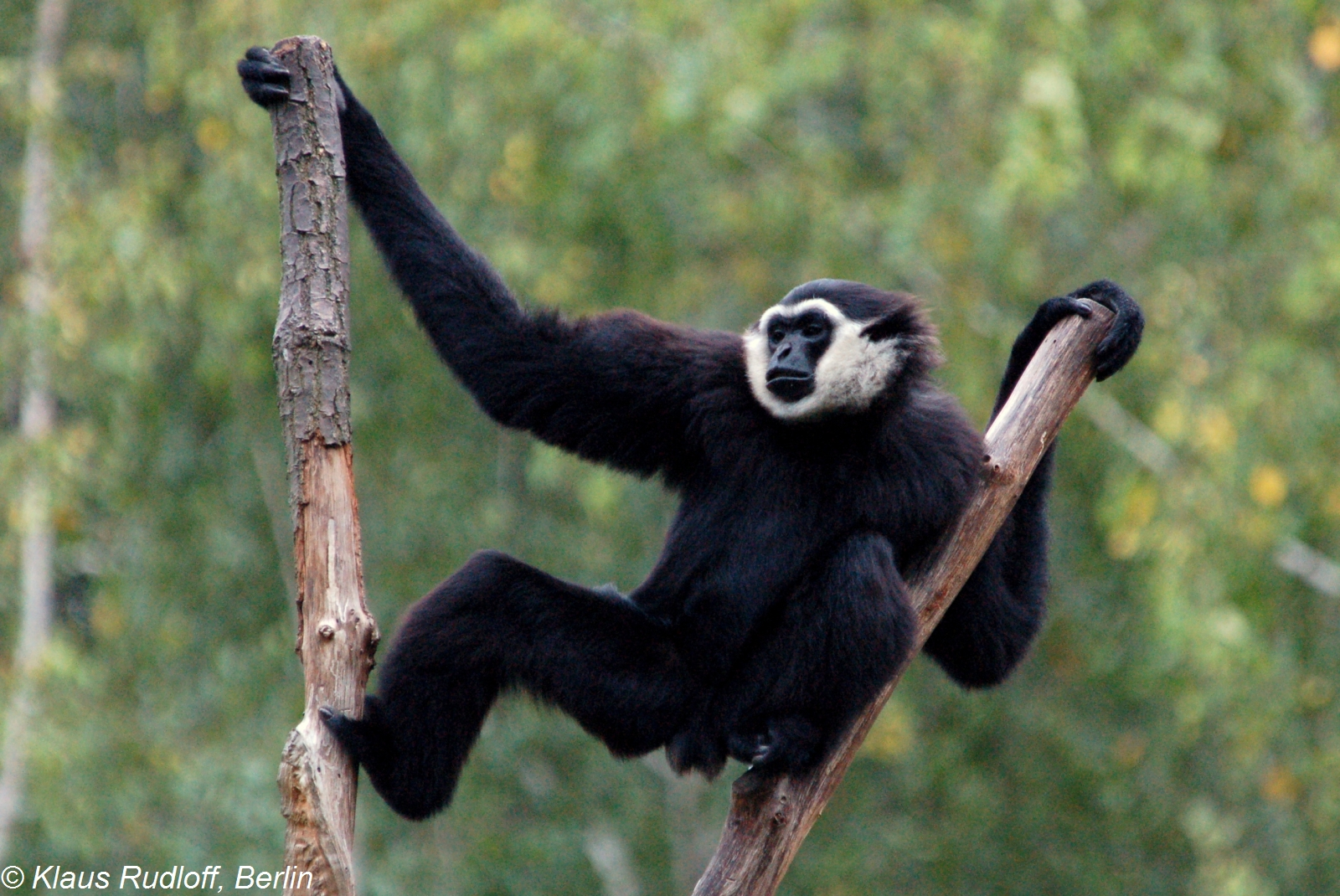
Schwarzhandgibbon

Der Schwarzhandgibbon kommt in Südthailand an der Malaysischen Grenze und auf fast ganz Sumatra vor.
Die meisten Schwarzhandgibbons kommen in Monsunmischwäldern und tropischen Regenwäldern in einer Höhe von bis zu 1400 m vor. Einige leben jedoch auch Sumpf- und Bergwäldern.

## Lebensweise und Fortpflanzung
Schwarzhandgibbons sind tagaktive Baumbewohner, die vor allem am Anfang des Tages mit Nahrungssuche und -aufnahme beschäftigt sind. Beide Aktivitäten sinken jedoch im Laufe des Tages, bis sie noch vor der Dämmerung schlafen gehen.
Die Durchschnittsgröße eines Reviers beträgt 29 ha. In einem Territorium dieser Größe legen die Tiere bis zu 1339 m pro Tag zurück. Männchen sind für die Verteidigung des Reviers zuständig während Weibchen die Gruppen führen und andere Weibchen verjagen, um zu verhindern, dass Männchen mehr als eine Partnerin haben.
Der Schwarzhandgibbon ist ein Früchtefresser, der Früchte mit hohem Zuckergehalt (60 %) bevorzugt, aber auch junge Blätter (39 %) und Insekten (1 %) frisst.
Elterliche Fürsorge wird meist von der Mutter geleistet, obwohl auch das Männchen und ältere Jungtiere ihr dabei helfen. Gesäugt wird das Jungtier, bis es 18 Monate alt ist. Mit sechs Jahren ist ein Schwarzhandgibbon ausgewachsen, aber erst mit ca. 8 bis 9 Jahren erreicht er die Geschlechtsreife. Die Lebenserwartung beträgt mehr als 30 Jahre.
Hybride zwischen Schwarzhandgibbons und Weißhandgibbons (Hylobates lar) an den Oberläufen des Muda Rivers sind bekannt. Die Hybridzone wurde durch Abholzung jedoch fast völlig zerstört, sodass Hybridisierungen heute weniger häufig sind als vorher.
Auch mit dem Grauen Gibbon (H. muelleri) sind Hybride nachgewiesen worden.
Ein weiblicher Hybrid, dessen Eltern ein Kappengibbon (H. pileatus) und ein Schwarzhandgibbon waren, lebte 35 Jahre lang und ihr Gesang kombinierte Elemente mit dem des Schhwarzhandgibbons und anderer Gibbonarten (aber nicht des Kappengibbons). Mindestens neun Hybride wurden außerdem im Züricher Zoo geboren.
Eine weitere Hybridisierung zwischen dem Weißbrauengibbon (Hoolock hoolock) und dem Schwarzhandgibbon hat sich nicht bestätigt. Der Vater des Hybrids wurde als Kappengibbon (damals Hylobates lar pileatus) beschrieben, aber die Merkmale des Tieres wiesen auf einen Weißbrauengibbon hin. Später wurde jedoch herausgefunden, dass der Vater wirklich ein Kappengibbon war. Der Hybrid ähnelte einem dunklen Grauen Gibbon (H. muelleri).

## Bedrohung
Der Schwarzhandgibbon wird von der IUCN als „endangered“ (stark gefährdet) klassifiziert. Er ist in Indonesien, Malaysia und Thailand geschützt. Die Hauptbedrohungen sind Rodungen, Feuer, die Ausbreitungen von Plantagen (z. B. Kaffee, Kautschuk) und illegaler Haustierhandel. Vor allem die Population auf Sumatra ist extrem gefährdet und sinkt rapide. Auf der Malaiischen Halbinsel scheinen die Populationen stabil, werden jedoch immer mehr zusammengedrängt. Die Art ist auf geschlossene Wälder beschränkt und Lebensraumumwandlung und -zerstückelung und Straßenbau sind zunehmende Gefahren. In zwölf Naturschutzgebieten sind Schwarzhandgibbons zu finden. Unglücklicherweise sind die viele dieser Naturschutzgebiete nur Vorschläge und die weitere Entwicklung ist ungewiss. Die meisten geschützten Gebiete auf Sumatra sind außerdem in bergigen Regionen, in denen die Tiere nur eine niedrige Populationsdichte haben. Im Bukit Barisan Selatan-Nationalpark in Südwestsumatra sind die Population gegenwärtig sicher und gesund, aber das weitere Überleben hängt von der Indonesischen Regierung ab, die die illegale Abholzung in diesem und anderen Parks kontrollieren sollte. Wie viele Schwarzhandgibbons tatsächlich in freier Wildbahn leben, ist nicht bekannt, aber 2002 lebten im Bukit Barisan Selatan-Nationalpark 4479 Individuen. Auf der Malaiischen Halbinsel sind Belum-Temenggor und Ulu Mudah die Hochburgen des Schwarzhandgibbons. In Thailand leben nur einige 1000 Exemplare aufgeteilt in drei Waldgebieten bzw. Naturschutzgebieten.